# Radslag

De radslag.

De radslag is een acrobatisch element op het onderdeel vloer, bij het turnen.

## Beschrijving
Na een eventuele aanloop wordt met een van de voeten uitgestapt en de ander blijft achter en vormt een rechte lijn samen met de romp en de armen. Dit been wordt daarna opgezwaaid en de handen worden in de lengte op schouderbreedte op de mat of vloer geplaatst. Het andere been volgt en vormt samen met het als eerst opgezwaaide been een hoek van 90 tot 180 graden. Het eerst opgezwaaide been bereikt ook als eerste weer de vloer en men eindigt met de borst richting de kant waar de radslag is ingezet of in richting de buitenkant. 

## Varianten
Een variant van de radslag is de losse radslag, waarbij de handen de vloer niet raken. Ook de arabier toont vele overeenkomsten met de radslag, met het grote verschil dat bij de radslag de benen een voor een weer op de grond komen.